# Carmelo Hayes
Christian Brigham, meglio conosciuto con il ring name Carmelo Hayes (Worcester, 1º agosto 1994), è un wrestler statunitense sotto contratto con la WWE.
In carriera ha detenuto due volte l'NXT North American Championship, una volta l'NXT Championship, una volta l'NXT Cruiserweight Championship e l'undicesima edizione dell'André the Giant Memorial Battle Royal nel 2025.

## Carriera

### WWE (2021–presente)

#### NXT(2021–2024)
Il 12 febbraio 2021 firmò con la WWE, venendo mandato al Performance Center per allenarsi. Nella puntata di NXT del 1º giugno, con il ring name "Carmelo Hayes", fece il suo debutto nello show accettando la open challenge di Kushida per l'NXT Cruiserweight Championship venendo sconfitto. Il 6 luglio venne annunciato che avrebbe partecipato all'NXT Breakout Tournament, nel quale sconfisse Josh Briggs al primo turno e nelle semifinali Duke Hudson. Nella finale, svoltasi il 24 agosto a NXT, trionfò su Odyssey Jones vincendo il torneo. Successivamente, nella puntata di NXT 2.0 del 14 settembre, si alleò con Trick Williams effettuando un turn heel attaccando Duke Hudson prima del suo match. Nella puntata di NXT 2.0 del 5 ottobre Hayes e Williams parteciparono ad un Fatal 4-Way Tag Team Elimination match per l'NXT Tag Team Championship che comprendeva anche i campioni, gli MSK, Brooks Jensen e Josh Briggs e i Grizzled Young Veterans ma vennero eliminati per primi. Nella puntata di NXT 2.0 del 12 ottobre sfruttò l'opportunità titolata dell'NXT Breakout Tournament incassandola su Isaiah "Swerve" Scott, immediatamente dopo che questi aveva difeso il titolo contro Santos Escobar, vincendo l'NXT North American Championship. Il 5 dicembre, a NXT WarGames, Hayes, Bron Breakker, Grayson Waller e Tony D'Angelo sconfissero il Team Black & Gold (Johnny Gargano, LA Knight, Pete Dunne e Tommaso Ciampa) in un WarGames match. Nella puntata speciale NXT New Year's Evil del 4 gennaio trionfò su Roderick Strong conquistando così l'NXT Cruiserweight Championship, unificandolo con l'NXT North American Championship. Dopo aver conservato la cintura contro Cameron Grimes il 15 febbraio nella puntata speciale NXT Vengeance Day, il 2 aprile, a NXT Stand & Deliver, perse il titolo nordamericano a favore di Grimes in un ladder match che comprendeva anche Grayson Waller, Santos Escobar e Solo Sikoa dopo 172 giorni di regno. Nella puntata speciale NXT Spring Breakin' del 3 maggio prese parte ad un triple treath match per l'NXT North American Championship che comprendeva anche il campione Cameron Grimes e Solo Sikoa ma il match vide il trionfo di Grimes. Il 4 giugno, a NXT In Your House, trionfò su Grimes riconquistando l'NXT North American Championship per la seconda volta. Nella puntata di NXT 2.0 del 21 giugno mantenne la cintura nordamericana contro Tony D'Angelo grazie all'intervento di Santos Escobar. Nella puntata speciale NXT Heatwave del 16 agosto difese il titolo contro Giovanni Vinci.
Perse il titolo nordamericano il 13 settembre a NXT contro Solo Sikoa dopo 101 giorni di regno. Il 22 ottobre, a NXT Halloween Havoc, non riuscì a conquistare il vacante NXT North American Championship in un 5-way ladder match che comprendeva anche Nathan Frazer, Oro Mensah, Von Wagner e Wes Lee poiché fu quest'ultimo a vincere la contesa. Il 1º aprile, a NXT Stand & Deliver, Hayes prevalse su Bron Breakker vincendo l'NXT Championship per la prima volta. Difese poi nuovamente il titolo contro Breakker il 28 maggio, nella rivincita di NXT Battleground. Nella puntata speciale NXT Gold Rush del 27 giugno difese il titolo contro Baron Corbin. Il 30 luglio, a NXT The Great American Bash, difese il titolo contro Il'ja Dragunov. Difese poi il titolo anche contro Wes Lee il 22 agosto, nella puntata speciale NXT Heatwave. Perse la cintura contro Il'ja Dragunov il 30 settembre, a NXT No Mercy, dopo 182 giorni di regno. Nella puntata di NXT del 17 ottobre vinse un triple threat match che comprendeva Baron Corbin e Dijak diventando il nuovo sfidante di Il'ja Dragunov per l'NXT Championship. Nella puntata speciale NXT Halloween Havoc del 31 ottobre affrontò Dragunov per il titolo ma non riuscì a vincere a causa dell'apparizione di Trick Williams.
Nella puntata di SmackDown del 15 dicembre fece la sua prima apparizione nello show sconfiggendo Grayson Waller nel primo turno del torneo per determinare il nuovo sfidante di Logan Paul per lo United States Championship, ma la settimana dopo venne sconfitto ed eliminato da Kevin Owens.
Nella puntata di NXT del 16 gennaio Hayes e Trick Williams parteciparono al Dusty Rhodes Tag Team Classic eliminando Edris Enofé e Malik Blade nel primo turno. Il 27 gennaio a Royal Rumble, partecipò all'omonimo incontro entrando col numero 5 ma venne eliminato da Finn Bálor. Il 30 gennaio, ad NXT, Hayes e Williams eliminarono Cruz Del Toro e Joaquin Wilde nelle semifinali del Dusty Rhodes Tag Team Classic. Il 4 febbraio, ad NXT Vengeance Day, Hayes e Williams affrontarono Baron Corbin e Bron Breakker nella finale del Dusty Rhodes Tag Team Classic ma vennero sconfitti; piu avanti in serata, Hayes effettuò un turn heel attaccando Williams al termine del match di quest'ultimo per l'NXT Championship perso contro Il'ja Dragunov.

#### SmackDown(2024–presente)
Il 26 aprile 2024 per effetto del draft venne trasferito nel roster di SmackDown e nel main event della puntata lottò contro il campione Cody Rhodes in un match non titolato, ma venne sconfitto.
Dopo aver preso parte al Money in the bank ladder match svoltosi nell'omonimo evento, inizia una faida con Andrade al meglio di tre vittorie. Nella puntata del 13 settembre di SmackDown, viene sconfitto dal rivale chiudendo la serie sul 3-2 per Andrade. Nella puntata del 11 ottobre di SmackDown ha ottenuto il suo primo mach titolato per United States Championship di LA Knight, ma ne esce sconfitto. Nella puntata di SmackDown del 25 ottobre, è andata in onda la gara sette della rivalità con Andrade. Il mach si è concluso in no-contest dopo che l'arbitro speciale, ovvero LA Knight ha colpito entrambi. A Crown Jewel si è svolto un triple threat match per il WWE United States Championship, con LA Knight che difese il titolo contro Hayes e Andrade.

## Personaggio

### Mosse finali
- Nothin' But Net (Diving scissor kick) – dal 2021
- Fedora Frog Splash (Frog Splash)
- Suplex seguito da un Cutter

### Soprannomi
- "The A Champ"
- "Killanova"
- "King of Drop"
- "The Thriller of New England"

## Titoli e riconoscimenti
- Beyond Wrestling
  - Pride of New England Tournament for Tomorrow (2019)
- Chaotic Wrestling
  - Chaotic Wrestling Heavyweight Championship (2)
  - Chaotic Wrestling New England Championship (1)
  - Chaotic Wrestling Tag Team Championship (1) – con Tripilicious
- Liberty States Pro Wrestling
  - Liberty States Heavyweight Championship (1)
- Limitless Wrestling
  - Limitless Wrestling World Championship (1)
  - Vacationland Cup (2020)
- Lucky Pro Wrestling
  - LPW Tag Team Championship (1) – con Elia Markopoulos
- Pro Wrestling Illustrated
  - 346° tra i 500 migliori wrestler singoli secondo PWI 500 (2020)
  - 13° tra i 500 migliori wrestler singoli nella PWI 500 (2023)[32]
  - 48º tra i 500 migliori wrestler singoli nella PWI 500 (2024)[33]
- Northeast Championship Wrestling
  - NCW New England Championship (1)
- Northeast Wrestling
  - NEW Live Championship (1)
- WWE
  - NXT North American Championship (2)
  - NXT Championship (1)
  - NXT Cruiserweight Championship (1)
  - André the Giant Memorial Battle Royal (edizione 2025)